# قلعة شفيع أباد
قلعة شفيع أباد هي قلعة تاريخية تعود إلى القاجاريون، وتقع في شفيع أباد، مقاطعة كرمان.